# Orkaan Catarina
Orkaan Catarina was een zeldzame orkaan in de Zuid-Atlantische Oceaan met een kracht van categorie 2 op de schaal van Saffir-Simpson. 

## Verloop
Op 12 maart 2004 vormde zich een koufront nabij de kust van Brazilië, op 24 maart werd dit een subtropische storm die snel sterker werd. Op 25 maart werd Catarina een tropische storm. Toen het een tropische storm was geworden, werd het onofficieel Catarina genoemd, naar de Braziliaanse kustprovincie met de naam Santa Catarina. Op 26 maart schreef een Braziliaanse krant “Furacão Catarina”, wat deels de reden was voor de onofficiële naam. Die dag was de storm een categorie 1-orkaan geworden. Op 27 maart werd Catarina een categorie 2-orkaan en op 28 maart kwam de orkaan aan land bij de steden Passo de Torres en Balneário Gaivota. 

## Gevolgen

Satellietweergave van de orkaan (NOAA).

Catarina was de eerste tropische cycloon in Brazilië. 1500 huizen werden verwoest en 40.000 andere huizen hadden veel schade. 85% van alle bananen die in Brazilië geteeld worden en 40% van alle rijst die het land produceerde, werden verwoest. Drie mensen kwamen om en 185 mensen raakten gewond. De totale schade werd geschat op $350 miljoen.